# پل مارینر
 پل مارینر  (انگلیسی: Paul Mariner؛ زادهٔ ۲۲ مه ۱۹۵۳ – درگذشتهٔ ۹ ژوئیه ۲۰۲۱) بازیکن فوتبال اهل کشور انگلستان بود که سابقهٔ بازی در تیم ملی فوتبال انگلستان را در کارنامهٔ خود دارد. وی در تاریخ ۳۰ مارس ۱۹۷۷ نخستین بازی ملی خود را در مقابل تیم ملی فوتبال لوکزامبورگ انجام داد و با حضور در ۳۵ بازی ملی، در تاریخ ۱ مه ۱۹۸۵ واپسین بازی ملی‌اش را در برابر تیم ملی فوتبال رومانی برگزار کرد.
این بازیکن توانست در بازی‌های ملی، ۱۳ گل به ثمر برساند.